# Heidkopf (Wiehengebirge)
Der Heidkopf ist ein 273,2 m ü. NHN hoher Berg im Wiehengebirge im Kreis Minden-Lübbecke im Stadtgebiet von Lübbecke. 

## Lage
Er liegt einen Kilometer nördlich des Heidbrinks und 500 Meter nordöstlich des Reinebergs. Über den Heidkopf verläuft die ehemalige Grenze zwischen der Gemeinde Ahlsen-Reineberg (vor 1973) und der ehemaligen Gemeinde Gehlenbeck, heute die Grenze zwischen der Lübbecker Kernstadt und des Stadtteils Gehlenbeck. Dies kommt  dadurch, dass das Waldgebiet Reineberger Hagen auch 1973 an Lübbecke angegliedert wurde.
Zwischen dem Reineberg und dem Heidkopf verläuft eine naturbelassene Schlucht, in der ein Bach entspringt, der Oberdorfer Bach, der aus der Wittekindsquelle gespeist wird.

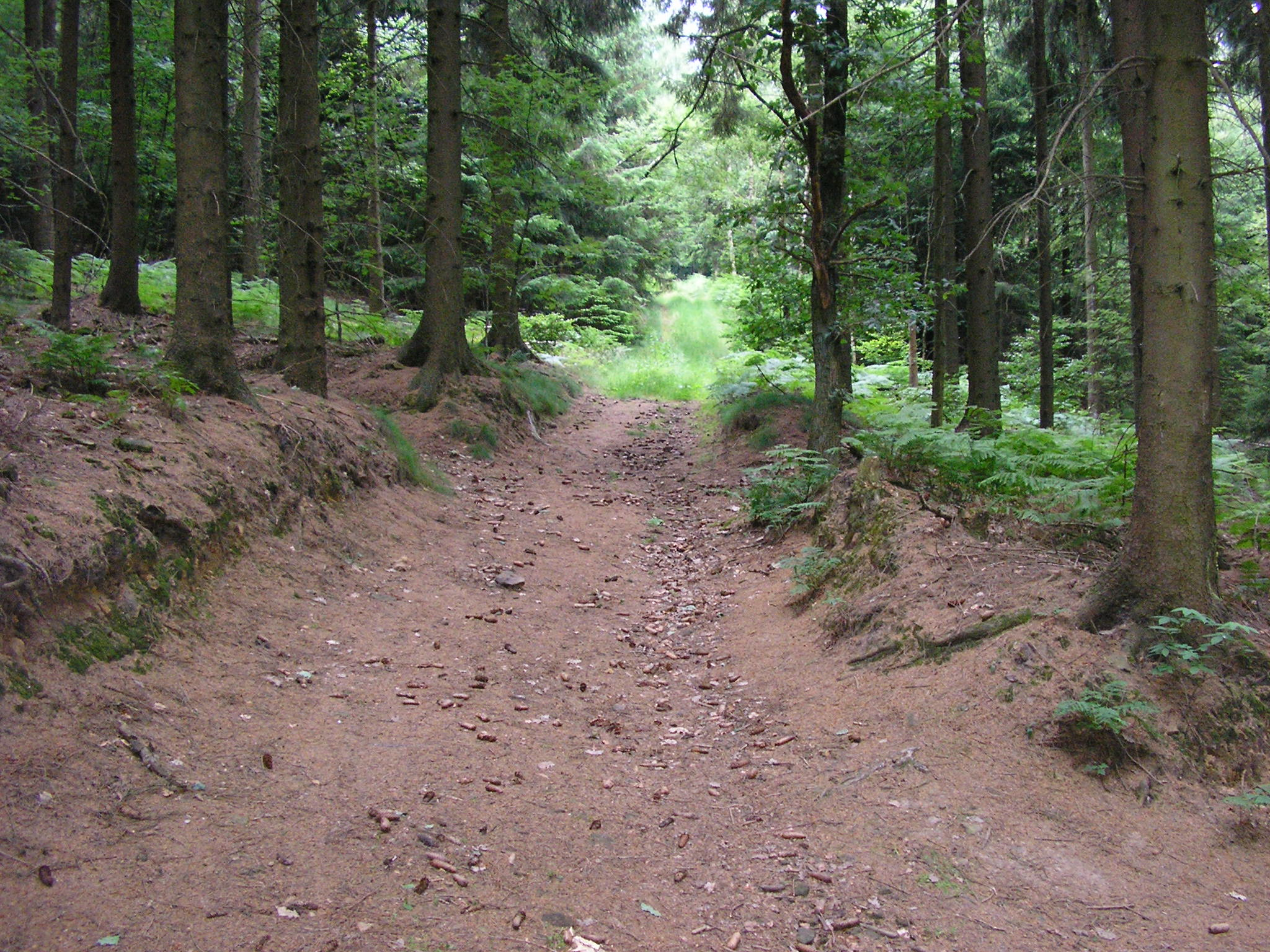
Lediglich dieser naturbelassene Pfad führt von Norden auf den Gipfel
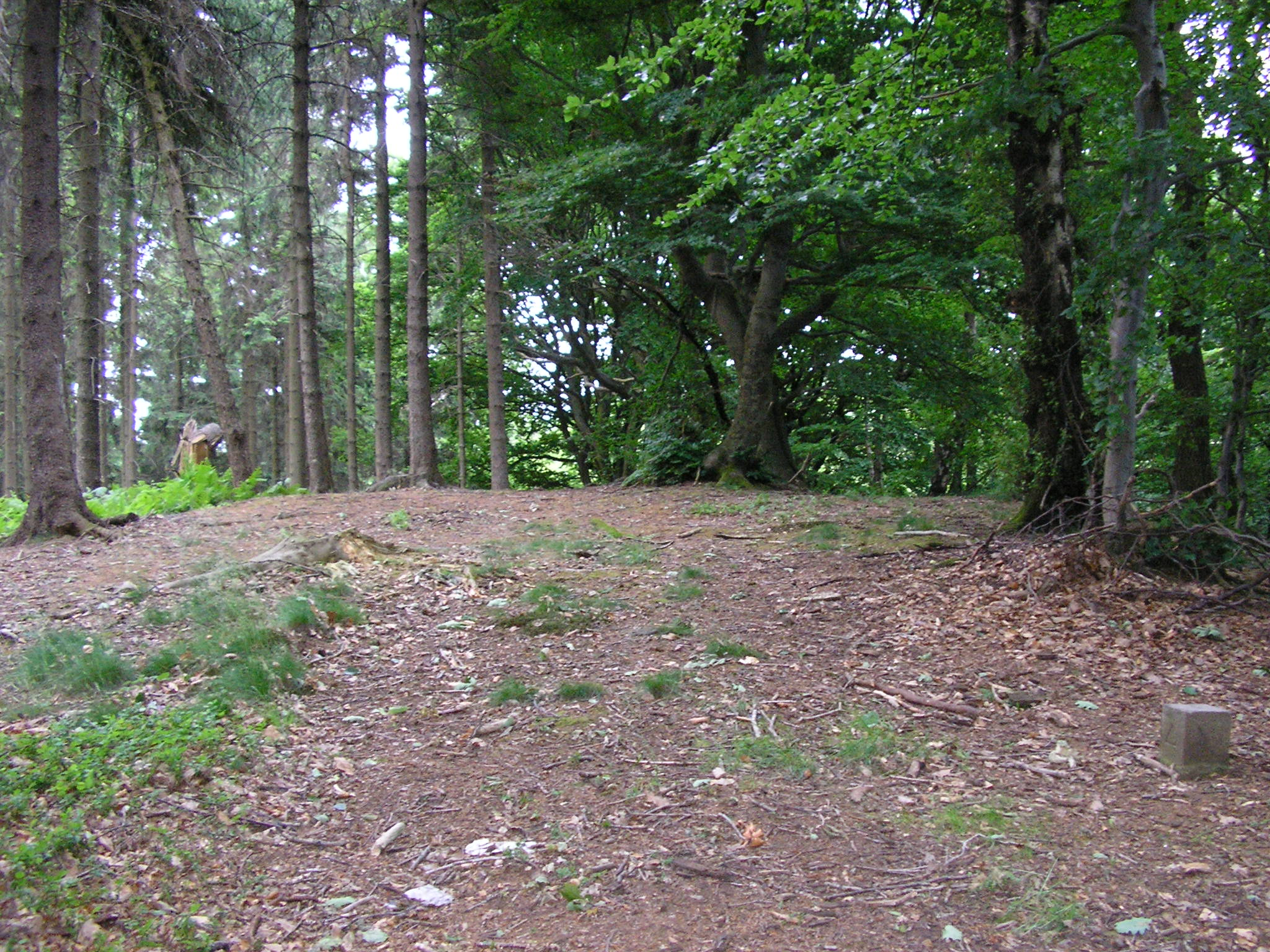
Blick auf den Gipfel. Der Trigonometrische Punkt unten rechts befindet sich rund 10 Meter vom Gipfel entfernt
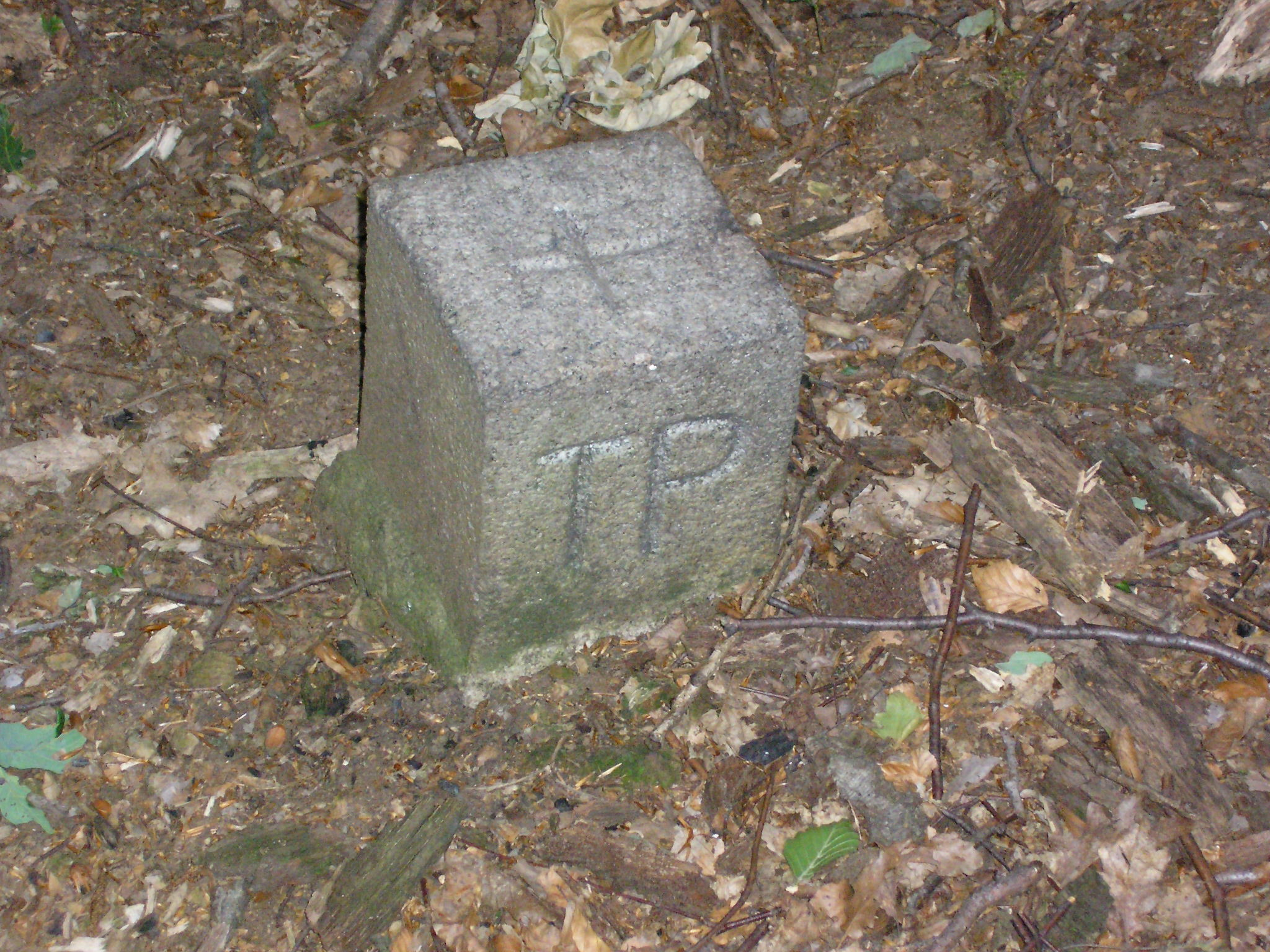
Der Trigonometrische Punkt auf dem Heidkopf

## Tourismus
Südlich – auf dem Kammweg beim Heidbrink – verlaufen der Wittekindsweg und der E11. Am nördlichen Gebirgsfuß verläuft der Arminiusweg.